# Kościół Trójcy Przenajświętszej w Okocimiu
Kościół Trójcy Przenajświętszej w Okocimiu – rzymskokatolicki kościół parafialny, znajdujący się w miejscowości Okocim, w powiecie brzeskim województwa małopolskiego.

## Historia kościoła
Kościół w Okocimiu został zbudowany w latach 1884–1885 według projektu architekta Maxa Schwedo, z fundacji Jana Goetza-Okocimskiego. Konsekracji świątyni dokonał 27 lipca 1891 biskup Ignacy Łobos.
Jest to kościół neogotycki, murowany z kamiennych ciosów, nieotynkowany, jednonawowy, czteroprzęsłowy z krótkim prezbiterium. Wyposażenie wnętrza pochodzi z okresu jego budowy. Cztery ołtarze neogotyckie wykonane zostały w większości z kamienia w pracowni Seyfrieda w Wiedniu. W ołtarzu głównym znajduje się rzeźbiona grupa Trójcy Świętej. Ambona neogotycka, wsparta na kolumnie, również wykonana została w pracowni Seyfrieda w Wiedniu. W świątyni znajdują się także epitafia: Jana Ewangelisty Goetza-Okocimskiego (neorenesansowe, wykonane z brązu przez Zygmunta Langmana) oraz Jana Albina Goetza II (wykonane z brązu według projektu Antoniego Madeyskiego). Polichromię wnętrza wykonał Jerzy Lubański.